# ChainDive
ChainDive (チェインダイブ?) è un videogioco d'azione sviluppato da Alvion e pubblicato nel 2003 da Sony Computer Entertainment per PlayStation 2.
Nonostante fosse stata distribuita nel 2004 una demo dalla rivista statunitense Official PlayStation Magazine, il videogioco venne commercializzato solamente in Giappone.
La colonna sonora del gioco è affidata a Yuji Takenouchi.

## Trama
Il personaggio giocante è Shark. Dotato di una spada denominata Unbreakable, il protagonista deve difendere gli abitanti del pianeta Elm.

## Modalità di gioco
Lo stile di gioco è stato paragonato a Devil May Cry. La grafica 2.5D richiama le serie Klonoa e Pandemonium.